# Joan Osborne
Joan Elizabeth Osborne (Anchorage (Kentucky), 8 juli 1962) is een Amerikaans singer-songwriter, vooral bekend van haar hit One of us uit 1996.

## Biografie
In 1980 verliet Osborne haar geboorteplaats Anchorage (Kentucky) en trok naar New York. Daar stichtte ze haar eigen platenlabel Womanly Hips. Bij dit label bracht ze enkele singles uit voordat ze zich inschreef bij Mercury Records. 
Haar tweede (en eerste vermeldenswaardige) album is Relish, dat uitgegeven werd in 1995. Het album werd vooral een succes door de single One of us, die in veel landen een groot succes werd. In Vlaanderen, Australië, Canada en Zweden werd het zelfs een nummer 1-hit. One of us klinkt meer als popmuziek dan de rest van het album, dat vooral bluesmuziek bevat.
Na het grote succes van One of us bracht Osborne nog een paar andere singles uit, zoals Right hand man en St. Teresa. Haar derde studioalbum, Righteous love, werd uitgebracht in 2000. Commercieel succes bleef echter uit.
Joan Osborne zong in de film Standing in the shadows of Motown uit 2002 de oude Motown-hit What becomes of the brokenhearted en toerde daarop aansluitend met The Funk Brothers.
In 2002 bracht ze ook het album How sweet it is uit, een collectie van klassieke rock en soulcovers.
In 2005 en 2006 trad Osborne regelmatig op met Phil Lesh and Friends. In november 2006 kwam haar album Pretty little strangers uit.
Tussen 2010 en 2017 was Joan Osborne lid van de band Trigger Hippy, samen met Steve Gorman, Tom Bukovac, Jackie Greene en Nick Govrik. Het debuutalbum van Trigger Hippy verscheen op 30 september 2014.

## Discografie

### Albums
- Relish (1995)
- Early recordings (1996)
- Righteous love (2000)
- How sweet it is (2002)
- One of us (2005)
- Pretty little stranger (2006)
- The best of Joan Osborne - 20th century masters - The millennium collection (2007)
- Christmas means love (2007)
- Breakfast in bed (2007)
- Little wild one (2008)
- Bring it on home (2012)
- Trigger Hippy (2014, als lid van de groep Trigger Hippy)
- Songs of Bob Dylan (2017)

### Hitnoteringen
| Album met eventuele hitnotering(en) in de Nederlandse Album Top 100 | Datum van verschijnen | Datum van binnenkomst | Hoogste positie | Aantal weken | Opmerkingen |
| ------------------------------------------------------------------- | --------------------- | --------------------- | --------------- | ------------ | ----------- |
| Relish                                                              | 1995                  | 17-02-1996            | 8               | 32           |             |

| Album met hitnotering(en) in de Vlaamse Ultratop 200 albums | Datum van verschijnen | Datum van binnenkomst | Hoogste positie | Aantal weken | Opmerkingen |
| ----------------------------------------------------------- | --------------------- | --------------------- | --------------- | ------------ | ----------- |
| Relish                                                      | 1995                  | 17-02-1996            | 5               | 29           |             |

| Single met eventuele hitnotering(en) in de Nederlandse Top 40 | Datum van verschijnen | Datum van binnenkomst | Hoogste positie | Aantal weken | Opmerkingen              |
| ------------------------------------------------------------- | --------------------- | --------------------- | --------------- | ------------ | ------------------------ |
| One of us                                                     | 1995                  | 24-02-1996            | 12              | 12           | Nr. 14 in de Mega Top 50 |

| Single met hitnotering(en) in de Vlaamse Ultratop 50 | Datum van verschijnen | Datum van binnenkomst | Hoogste positie | Aantal weken | Opmerkingen |
| ---------------------------------------------------- | --------------------- | --------------------- | --------------- | ------------ | ----------- |
| One of us                                            | 1995                  | 02-03-1996            | 1 (1wk)         | 24           |             |

- Bibsys: 13037628
- Bibliothèque nationale de France: cb13991035w (data)
- CiNii: DA12403376
- Gemeinsame Normdatei: 134979141
- International Standard Name Identifier: 0000 0001 0654 0612
- Library of Congress Control Number: no95048120
- MusicBrainz: 746916c9-fd36-44e6-823d-03185e596f58
- Nationale Bibliotheek van Tsjechië: xx0045419
- Nederlandse Thesaurus van Auteursnamen: 151349878
- SNAC: w6sc7snf
- Système universitaire de documentation: 251386406
- Virtual International Authority File: 44494564